# Patrinia speciosa
Patrinia speciosa är en kaprifolväxtart som beskrevs av Hand.-mazz. Patrinia speciosa ingår i släktet Patrinia och familjen kaprifolväxter. Inga underarter finns listade i Catalogue of Life.